# Гаджиев, Гаджиалы
Гаджалы Гаджиев (азерб. Hacalı Hacıyev; 1 января 1935, Гушчу, около г. Шемаха — 10 марта 1983, Шемаха) — выдающийся азербайджанский мастер ашуг.

## Жизнь и деятельность
С детских лет увлекался азербайджанским народным творчеством. После смерти отца во Второй Мировой войне, начал активно действовать как исполнитель. Он узнал секреты искусства ашугов от Ашуга Сохбата. Со временем начал сочинять песни, стихи.
Он был участником III съезда ашугов Азербайджана, состоявшегося в 1961 году. Ему присвоено звание лауреата всесоюзных конкурсов.
Один из самых известных его песен «Nar ağacı». Скончался десятого марта 1983 года.